# عرش پورزارعی
عرش پورزارعی (زاده ۱۴ آذر ۱۳۲۷ - تبریز - ۳۱ تیر ۱۳۹۴) با نام اصلی «کریم پورزارعی گلکوچه» بازیگر سینما اهل ایران بود.
عرش پورزارعی بیشتر با عنوان بازیگر در فیلم ها و سریال های تلویزیونی فعالیت داشته است ولی از دیگر فعالیت‌های او می‌توان به ساخت ۳ فیلم ۸ میلیمتری در سینمای جوان و ساخت فیلم های كوتاه و بلند در تلویزیون و بخش های خصوصی اشاره کرد. وی نویسندگی بیش از ۷۰ فیلمنامه كوتاه و بلند سینمایی و مجموعه داستانی «كلاف عشق» را نیز در کارنامه خود دارد. پورزارعی در زمینه عكاسی و نقاشی نیز فعال بوده و آثار او به جشنواره های مختلف راه یافته است.

## بازیگر[۱][۳][۴]
1. آشپزباشی (۱۳۸۸) (مجموعه تلویزیونی)
2. سگ‌کشی (۱۳۷۹)
3. جنگجوی پیروز (۱۳۷۷)
4. مرد عوضی (۱۳۷۶)
5. معجزه خنده (۱۳۷۵)
6. بازی با مرگ (۱۳۷۴)
7. شیخ مفید (۱۳۷۴)
8. دیدار (۱۳۷۳)
9. عروسی خون (۱۳۷۳)
10. مرد پنجم (۱۳۷۳)
11. کانی مانگا (۱۳۶۶)
12. سازمان ۴ (۱۳۶۶)
13. حماسه دره شیلر (۱۳۶۵)
14. جدال (۱۳۶۴)
15. عیاران و طراران (۱۳۶۴)
16. حماسه مهران (۱۳۶۳)
17. دادشاه (۱۳۶۲)
18. سفیر (۱۳۶۱)
19. کلاغ (۱۳۵۶)
20. ملکوت (۱۳۵۵)
21. فرار از حجله (۱۳۵۴)
22. قهرمانان (۱۳۴۹)
23. قیصر (۱۳۴۸) (در عنوان‌بندی فیلم نیامده)

## نویسنده فیلم بلند
- مأموریت آقای شادی (۱۳۷۱)

## کارگردانی و نویسندگی فیلم کوتاه[۵][۶]
1. فیلم کوتاه بابا رهنما (۱۳۶۴)
2. فیلم کوتاه آخرین بازی (۱۳۶۲)
3. فیلم کوتاه مهمان (شرکت در جشنواره کنتیکت آمریکا)
4. فیلم کوتاه آکازیون
5. فیلم کوتاه حیات
6. فیلم کوتاه رزق و روزی
7. فیلم کوتاه این همه نیاز (۴۰ دقیقه) (۱۳۸۷)
8. فیلم کوتاه کمال همنشینی (۱۳۸۹)[۷][۸]

## کتاب‌ها
- مجموعه داستان، کلاف عشق[۹]